# Mass Driver 1
Mass Driver 1 là một sự trình diễn ban đầu cho khái niệm về mass driver, một dạng phóng điện từ, về nguyên tắc cũng có thể được cấu hình như một động cơ tên lửa, sử dụng vật liệu thiên thạch cho phản ứng công suất lớn và được cung cấp năng lượng mặt trời hoặc năng lượng điện khác. Mô hình công trình này được chế tạo vào năm 1976 và 1977.
Như hình dung ban đầu, mass driver được dự định để phóng tải trọng từ căn cứ mặt trăng đến L5, điểm Lagrange thứ năm trong đó quỹ đạo ổn định có thể được duy trì. Đây là nơi Gerard K. O'Neill đề xuất xây dựng một thuộc địa không gian (trong số năm điểm Lagrange, chỉ có L4 và L5 là thực sự ổn định, cả cho hệ thống Trái Đất/Mặt Trăng thực tế cũng như cho trường hợp ba cơ thể bị hạn chế lý tưởng).
Mô hình này bao gồm một chuỗi gồm 20 cuộn dây truyền động qua đó một phần ứng điện nhỏ (được gọi là piston) đi qua, được đẩy bởi các từ trường xung của cuộn dây truyền động. Piston lướt trên bốn đường ray làm từ ống bằng đồng, qua đó được cung cấp dòng điện trực tiếp từ một số pin ô tô nối tiếp. Đó là một xi lanh thủy tinh epoxy, đường kính khoảng 10 cm dài 20 cm, được quấn bằng một cuộn dây nhôm và chạy bằng pin. Các thanh ray bằng đồng được gắn vào bên trong các cuộn dây truyền động, và piston được giữ trên các thanh ray bằng các dải đồng beryllium gắn thêm lò xo với các chổi than ô tô gắn ở hai đầu. Quá trình di chuyển của piston công tắc chuyển đổi siêu nhỏ bị ấn xuống đã kích hoạt sự phóng điện của các tụ điện thông qua các cuộn dây.
Dòng điện trong cuộn piston tương tác, nhờ lực Lorentz, với từ trường xung từ cuộn dây truyền động để tăng tốc piston. Khi cuộn piston được làm mát bằng nitơ lỏng để giảm điện trở, nó có thể đạt được gia tốc khoảng 30 g (300 m/s²).
Mass driver lấy cảm hứng và thiết kế từ Gerard K. O'Neill của Viện Đại học Princeton (người đang nghỉ lễ sabát tại MIT trong năm học 1976–1977) và Henry Kolm của MIT. Nó được chế tạo dưới sự chỉ đạo của họ bởi các sinh viên tại MIT, phần lớn sử dụng vật liệu được nhặt từ đống phế liệu tại Phòng thí nghiệm Nam châm Bitter ở MIT. Một cuộc trình diễn tại Hội nghị Cơ sở Sản xuất Vũ trụ Viện Đại học Princeton tháng 5 năm 1977 được chương trình Nova theo dõi đưa tin.
Sau cùng, O'Neill và Kolm hy vọng sẽ phóng trọng tải để thoát khỏi vận tốc từ Trái Đất, do đó giảm chi phí phóng không gian xuống chỉ còn khoảng mười đô la một pound, chi phí điện năng, bằng cách loại bỏ nhu cầu phóng nhiên liệu tên lửa. Sự phát triển tiếp theo đang chờ ngày mà thị trường phóng không gian ngoài Trái Đất đủ lớn để biện minh cho chi phí kiểu này.